# Русская Руя
Русская Руя (мар. Руш Руя) — деревня в Оршанском районе Республики Марий Эл. Входит в состав Марковского сельского поселения.

## География
Находится в северной части республики Марий Эл на расстоянии приблизительно 5 км по прямой на юг-юго-запад от районного центра посёлка Оршанка.

## История
Известна с 1829 году как починок между речками Руйка и Лобановка с 5 домами и 33 жителями. В 1848 году в починке проживали 50 человек. В 1866 году значилось уже 8 дворов, проживали 88 человек. С 1891 года в починке Русская Руя в 40 дворах проживали 210 человек, в 1923 году в 62 дворах проживали 340 человек, русские. В 1926 году от деревни Русская Руя отделили 12 дворов, 64 жителя. Это поселение стали называть Средней Руей (вошла впоследствии в деревню Марийская Руя). В деревне Русская Руя осталось 66 дворов, 323 человека. В 1957 году в 42 хозяйствах проживал 141 человек, в 1971 году в 31 хозяйстве проживали 96 человек. К 1990 году в деревне осталось 1 хозяйство. В настоящее время основные жители деревни — дачники. В советское время работал колхоз «Прожектор».

## Население
Население составляло 8 человек (русские 100 %) в 2002 году, 8 в 2010.

## Известные уроженцы
Владимиров Николай Прохорович (1898—1973) — советский деятель и руководитель здравоохранения. Директор Томского медицинского института (1940―1941), Томского научно-исследовательского института физических методов лечения (1953―1954) и Государственного бальнеологического научно-исследовательского института в Сочи (1954―1957). Заслуженный врач РСФСР (1948). Участник Февральской и Октябрьской революций, Гражданской и Великой Отечественной войн. Член РСДРП(б) с 1918 года.